# Bychawa
Bychawa è un comune urbano-rurale polacco del distretto di Lublino, nel voivodato di Lublino.
Ricopre una superficie di 146,19 km² e nel 2004 contava 12 400 abitanti.

## Geografia fisica
Il territorio ricopre una superficie pianeggiante di 146,19 km² ed è ricoperto in maggioranza da campi coltivati.

## Storia
Il gord venne fondato nel corso dell'Alto Medioevo, per poi espandersi nel corso dei secoli successivi. Menzionato per la prima volta nel XIV secolo, il centro abitato vide fiorire commercio e artigianato, sviluppandosi fino a ottenere lo status di città nel 1537, per volere di Re Sigismondo I il Vecchio. Il centro fu centro della Riforma, teatro di sinodi calvinisti, durante la seconda metà del XVI secolo.
Durante il XVII secolo, tuttavia, lo sviluppo rallentò a causa delle guerre che si susseguirono, tanto che nel 1649 la città venne occupata prima dai cosacchi e poi dagli svedesi, che la rasero al suolo. A seguito delle spartizioni della Polonia, il centro abitato passerà prima sotto il dominio austriaco e poi sotto quello russo.
Dopo la Rivolta di gennaio, nel 1863 lo zar tolse a Bychawa il titolo di città.
Agli inizi del XX secolo, era forte la presenza ebraica, tanto che rappresentava l'81% della popolazione, in quanto il villaggio faceva parte della Zona di residenza; questa comunità diminuì fino a metà della popolazione alla vigilia della Seconda Guerra Mondiale, a causa della tendenza di emigrazione causata dalle continue discriminazioni. Con il dominio nazista, nel dicembre 1940 venne creato il ghetto di Bychawa, soppresso l'11 ottobre 1942 a seguito della deportazione degli ebrei presenti in esso nel campo di sterminio di Sobibor.
Nel 1958, il comune riacquistò il titolo di città.

## Società
La presenza ebraica nel comune è ormai minoranza e la maggior parte della popolazione è di etnia Polacca.